# Securitas Sverige AB
Securitas Sverige AB är ett dotterbolag i Securitas-koncernen. Securitas Sverige AB är ett auktoriserat bevakningsföretag. Securitas Sverige AB har cirka 9.000 anställda.
Securitas Sverige AB är det bevaknings- och säkerhetsföretag som har den klart mest rikstäckande verksamheten med ett stort antal lokala platskontor från Kiruna i norr till Ystad i söder.
Huvudkontoret ligger vid Lindhagensplan i Stockholm.
Verkställande direktör är Joachim Källsholm. Vice verkställande direktör är Olle Lindskog.

## Organisation
Securitas meddelande den 17 oktober 2012 att man skall lämna upplägget med olika divisioner och åter arbeta som en stor enhet.